# Loboskasteel
Het Loboskasteel of Loboshoeve is een kasteel met hoeve, gelegen aan Lobosstraat 2 te Zelem. Het ligt in de vallei van de Zwarte Beek.
Oorspronkelijk was hier de zetel van een allodiale heerlijkheid. Er stond een omgracht kasteel. In 1465 was de toenmalige heer van Lobos, Jan Vilters, garnizoensoverste te Herk-de-Stad dat werd belegerd door Karel de Stoute. Hij weigerde zich over te geven, waarop zijn kasteel werd verwoest. Slechts resten van de gracht zijn overgebleven.
Het huidige kasteel is een 19e-eeuws, witgeverfd bakstenen herenhuis. Ook de hoeve is 19e-eeuws, maar heeft mogelijk een oudere kern. De hoeve bestaat uit een woonhuis, een stal en een dwarsschuur.
Het geheel bevindt zich in een park met enkele merkwaardige bomen. Een dreef, geflankeerd door Amerikaanse eiken leidt naar het kasteel. Via een brugje over de Zwarte Beek kan men de Bossen van Hees bereiken.